# Internet Explorer for Mac
Internet Explorer for Mac (Internet Explorer Macintosh Edition) — браузер, який розробляла Microsoft для Mac OS, спочатку на базі коду Internet Explorer. Згодом код версій розділили.
Internet Explorer був браузером, який постачався за замовчуванням у Mac OS з 1997 по 2003 рік, після Netscape Navigator і перед виходом першої версії браузера Apple Safari. Таке рішення було прийняте після значної інвестиції Microsoft у Apple.
Останнє значне оновлення було 27 березня 2000 року. Остання версія — 5.2.3  (16 червня 2003). У червні 2003 року Microsoft оголосила про припинення робіт з удосконалення та оновлення продукту, також у заяві говорилось про те, що компанія буде вести технічну підтримку продукту до кінця 2005 року. 31 січня 2005 року браузер зник з списку доступних продуктів, а 31 грудня 2005 року Microsoft припинила технічну підтримку Internet Explorer for Mac. Microsoft коментує подібне рішення завершенням життєвого циклу продукту і пропонує використовувати інші сучасні браузери (як приклад приводиться Apple Safari).